# Rogério (football, 1976)
Pour les articles homonymes, voir Rogério.
Rogério Fidélis Régis, plus communément appelé Rogério, est un footballeur brésilien né le 28 février 1976 à Campinas. Il évolue au poste d'arrière latéral.

## Palmarès

### En club
Avec Palmeiras :
- Vainqueur de la Copa Libertadores en 1999
- Vainqueur de la Copa Mercosur en 1998
- Champion de São Paulo en 1996
- Vainqueur de la Coupe du Brésil en 1998

Avec le SC Corinthians :
- Champion de São Paulo en 2000 et 2003
- Vainqueur de la Coupe du Brésil en 2002
- Vainqueur du Tournoi Rio-São Paulo en 2000 et 2002

Avec le Sporting Portugal :
- Finaliste de la Coupe UEFA en 2005